# Sven Edin (skidåkare)
Sven Algot Edin, född 16 december 1915 i Husum, död 7 november 1995, var en svensk längdskidåkare, uppvuxen i Husum. Även om han hade framgångar skapade andra världskriget problem i hans karriär.
1938 slog han igenom i SM då han blev 3:a på 30km.
1939 vann han Holmenkollens 50 kilometer före bl.a. Norges Lars Bergendahl. Svenska mästerskapens 30 kilometer och var med om att bli svensk mästare på 3x10 kilometer stafett, dessutom blev han 4:a på Holmenkollens 15 kilometer. Han bedömde själv att han hade stor möjlighet att vinna även 15 kilometer, men föll och förlorade därmed minst en minut. Han var förste svensk efter Sven Utterström som lyckades vinna Holmenkollens 50km.
1943 blev han 3:a på 50 kilometer, slagen av Nils "Mora-Nisse" Karlsson. De stora framgångarna vann han på Splitkeinskidor som kom med en ny finess, 3-lager hoplimmat av olika träsorter.